# Dancer in the Dark
Dancer in the Dark (prt: Dancer in the Dark; bra: Dançando no Escuro) é um filme de 2000, do gênero drama musical, dirigido por Lars von Trier, que também é o autor do roteiro. O filme venceu no Festival de Cannes a Palma de Ouro (von Trier) e o Prêmio de interpretação feminina (Bjork). Também venceu o Prêmio do Cinema Europeu de melhor filme, entre outros prêmios de destaque.
Dançando no Escuro completa a trilogia de filmes "Coração de Ouro" de von Trier, que inclui Breaking the Waves e Idioterne. A trilha sonora do filme, lançada no álbum Selmasongs, foi toda criada pela atriz protagonista e musicista Björk.

## Enredo
No estado de Washington, em 1964, Selma Ježková, uma imigrante tcheca, mudou-se para os Estados Unidos com seu filho de 12 anos, Gene Ježek. Eles vivem uma vida de pobreza enquanto Selma trabalha em uma fábrica com sua boa amiga Kathy, a quem ela apelida de Cvalda. Ela aluga um trailer na propriedade do policial local Bill Houston e sua esposa, Linda. Ela é romanticamente perseguida pelo tímido, mas persistente Jeff, que também trabalha na fábrica.
Selma está perdendo a visão gradualmente devido a uma doença ocular degenerativa, mas ainda está juntando dinheiro para pagar uma operação que impedirá Gene de compartilhar seu destino. Ela também participa dos ensaios para uma produção de The Sound of Music e acompanha Kathy ao cinema local, onde juntas assistem a musicais de Hollywood, conforme Kathy descreve.
Em seu cotidiano, Selma mergulha em devaneios, imaginando-se em um musical ("Cvalda"). Jeff e Kathy começam a perceber que a visão de Selma é pior do que imaginavam e que ela vem decorando tabelas de visão para passar em testes de visão e manter o emprego. Bill revela a Selma que os gastos excessivos de Linda colocaram a casa do casal em risco de execução hipotecária pelo banco. Ele já pensou em suicídio, mas não consegue se obrigar a realizar o ato. Selma promete guardar segredo e lhe confidencia sobre sua progressiva perda de visão. Bill finge ir embora, mas observa Selma esconder seu dinheiro em uma lata.
No dia seguinte, o chefe de Selma, Norman, acredita que a condição ocular dela piorou; ele aceita sua demissão e paga seu último salário, mas promete recontratá-la assim que sua visão melhorar. No entanto, Kathy o acusa de demiti-la. Não querendo ter seu emprego de volta, Jeff tenta acompanhá-la de carro até sua casa, mas ela caminha por uma ponte ferroviária ("I've Seen It All"). Abrindo a lata para colocar seu dinheiro, Selma a encontra vazia. Percebendo que Bill a roubou, ela vai até a casa dele para confrontá-lo. Linda acusa Selma de tentar seduzir seu marido, explicando que Bill lhe disse que Selma o queria por seu dinheiro. Não querendo revelar seu conhecimento da execução hipotecária iminente, Selma ignora Linda e confronta Bill sobre o roubo. Eles brigam pelo dinheiro, com Bill sacando uma arma apenas para ser acidentalmente baleado por Selma.
Bill grita para Linda chamar a polícia, dizendo que Selma tentou roubá-lo, e implora que Selma o mate, dizendo que essa é a única maneira de recuperar o dinheiro roubado. Selma atira em Bill várias vezes, mas só o fere ainda mais devido à sua visão fraca, e finalmente o espanca até a morte com seu cofre quando a arma fica sem munição. Ela imagina o cadáver de Bill se levantando e dançando lentamente com ela, e ele e Linda a absolvem da culpa e dizem que ela apenas fez o que tinha que fazer ("Smith & Wesson"). Pegando o dinheiro de volta, ela foge de casa e paga a operação de Gene adiantado.
Sem saber do assassinato, Jeff leva Selma para o ensaio, onde seu diretor chama a polícia para prendê-la ("In the Musicals, Part 1"). No tribunal, ela é acusada de simpatizar com o comunismo e de fingir ser cega para explorar o sistema de saúde americano. Embora conte o máximo possível da verdade sobre a situação, ela se recusa a revelar o segredo de Bill, afirmando que havia prometido não fazê-lo, mesmo que revelá-lo a limparia de qualquer delito. Quando sua alegação de ter enviado todo o seu dinheiro para o pai, Oldřich Nový, é provada falsa, ela é condenada por assassinato e sentenciada à morte ("In the Musicals, Part 2"). Kathy e Jeff finalmente descobrem o que aconteceu e recuperam o dinheiro de Selma, usando-o para pagar um advogado que possa libertá-la. Selma recusa o advogado, optando por ser enforcada em vez de deixar o filho ficar cego, mas está profundamente perturbada enquanto aguarda a morte ("107 Steps"). Ao chegar à forca, Selma começa a entrar em pânico e os guardas a amarram a uma tábua. Kathy corre com a notícia de que a operação salvou a visão de Gene e entrega os óculos dele a Selma. Aliviada, Selma canta uma última canção na forca sem acompanhamento musical, mas é enforcada antes de terminar o último verso; os versos finais são exibidos ao final do processo ("Next to Last Song").

## Elenco
- Björk como Selma Ježková

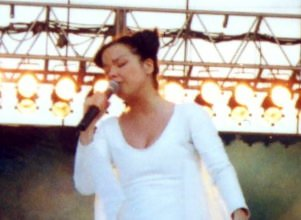
Björk, a protagonista de Dancer in the Dark.

- Catherine Deneuve como Kathy (Cvalda)
- David Morse como Bill Houston
- Peter Stormare como Jeff
- Joel Grey como Oldřich Nový
- Cara Seymour como Linda Houston
- Vladica Kostic como Gene Ježek
- Jean-Marc Barr como Norman
- Vincent Paterson como Samuel
- Siobhan Fallon como Brenda
- Željko Ivanek como promotor distrital
- Udo Kier como Dr. Pokorný
- Jens Albinus como Morty
- Reathel Bean como juiz
- Michael Flessas como homem irritado
- Mette Berggreen como recepcionista
- Lars Michael Dinesen como advogado de defesa
- Katrine Falkenberg como Suzan
- Stellan Skarsgård como médico

## Produção
O título do filme sugere o dueto de Fred Astaire e Cyd Charisse "Dancing in the Dark" do filme The Band Wagon de 1953, que combina com o tema do teatro musical do filme.
A atriz Björk, que é conhecida principalmente como uma musicista contemporânea, raramente atuou antes e descreveu o processo de fazer este filme como tão emocionalmente desgastante que ela não atuaria em nenhum filme nunca mais (embora ela tenha aparecido na instalação cinematográfica de Matthew Barney, Drawing Restraint 9, em 2005, e em The Northman, de Robert Eggers). Trier e outros descreveram sua atuação como sentimento em vez de atuação. Björk disse que é um mal-entendido que ela tenha sido desencorajada a atuar por este filme; na verdade, ela nunca quis atuar, mas abriu uma exceção para Lars von Trier.
As sequências musicais foram filmadas simultaneamente com mais de 100 câmeras digitais para que vários ângulos da apresentação pudessem ser capturados e editados posteriormente, encurtando assim o cronograma de filmagem. Uma locomotiva dinamarquesa da classe MY e uma T43 (#107) (ambas de propriedade da operadora ferroviária sueca TÅGAB) foram pintadas no esquema americano Great Northern para o filme e não foram repintadas posteriormente.

## Principais prêmios e indicações
O filme foi indicado ao prêmio da Academia de Artes e Ciências Cinematográficas de Los Angeles, o Oscar, e foi vencedor da Palma de Ouro e também do prêmio de Melhor Atriz no Festival de Cannes. Nos Prémios do Cinema Europeu, venceu o Melhor Filme, Melhor Atriz e o "Prêmio do Público".
Foi indicado na categoria de melhor filme estrangeiro no César e venceu na mesma categoria no Goya e nos Prêmios Independent Spirit.